# Orden de no resucitar
Una orden de no resucitar u orden de no reanimar, por sus siglas DNR en inglés (Do not resucitate) también conocida como permiso de muerte natural, es una orden legal, escrita u oral, según el país, que indica que una persona no desea recibir resucitación cardiopulmonar si a esa persona el corazón le deja de latir.
A veces también evita otras intervenciones médicas. El estado legal y los procesos que rodean las órdenes de DNR varían de un país a otro. Frecuentemente la petición la realiza el médico basándose en una combinación de juicio médico y deseos y valores del paciente.